# Manchester and Birmingham Railway
Die Manchester and Birmingham Railway (M&BR) war eine britische Eisenbahngesellschaft, die von 1837 bis 1846 existierte. Sie baute die Strecke zwischen Manchester und Crewe und war ein Teil der späteren London and North Western Railway.
Nach dem Bau der Grand Junction Railway (GJR) und der Liverpool and Manchester Railway (L&MR) hielten Investoren nach weiteren möglichen Strecken südlich von Manchester Ausschau. 1835 plante die GJR eine Strecke nach Stoke-on-Trent, während die Manchester and Cheshire Junction Railway eine Strecke zwischen Manchester und Crewe errichten wollte. George Stephenson untersuchte eine Route von Manchester über Stockport nach Stoke-on-Trent, auch gab es Pläne zum Bau einer Konkurrenzlinie durch das Tal des River Trent nach Rugby. Nach zwei Jahren mit Vorschlägen und Gegenvorschlägen erhielt der Vorschlag zum Bau einer Strecke von Crewe über Stockport nach Manchester die Zustimmung des Parlaments. Eine Verlängerung in Richtung Rugby wurde wegen Geldmangels nicht weiter verfolgt.
1840 wurde der erste Abschnitt zwischen Heaton Norris und einem temporären Bahnhof an der Travis Street in Manchester eröffnet. Es fehlte allerdings noch Viadukt mit 22 Bögen über den River Mersey bei Stockport. Ab 1841 verkehrte die Sheffield, Ashton-under-Lyne and Manchester Railway ebenfalls zur Travis Street. 1842 wurde der definitive Bahnhof an der Store Street eröffnet (später London Road und seit 1960 Piccadilly). Ebenfalls 1842 konnte der restliche Abschnitt bis Crewe in Betrieb genommen werden. Dort ermöglichte die Strecke der GJR den Anschluss nach Birmingham. 1846 fusionierten die M&BR, die GJR und die London and Birmingham Railway zur London and North Western Railway.